# Divino das Laranjeiras
Divino das Laranjeiras – miasto i gmina w Brazylii, w stanie Minas Gerais. Znajduje się w mikroregionie Governador Valadares.